# 开尔文船波

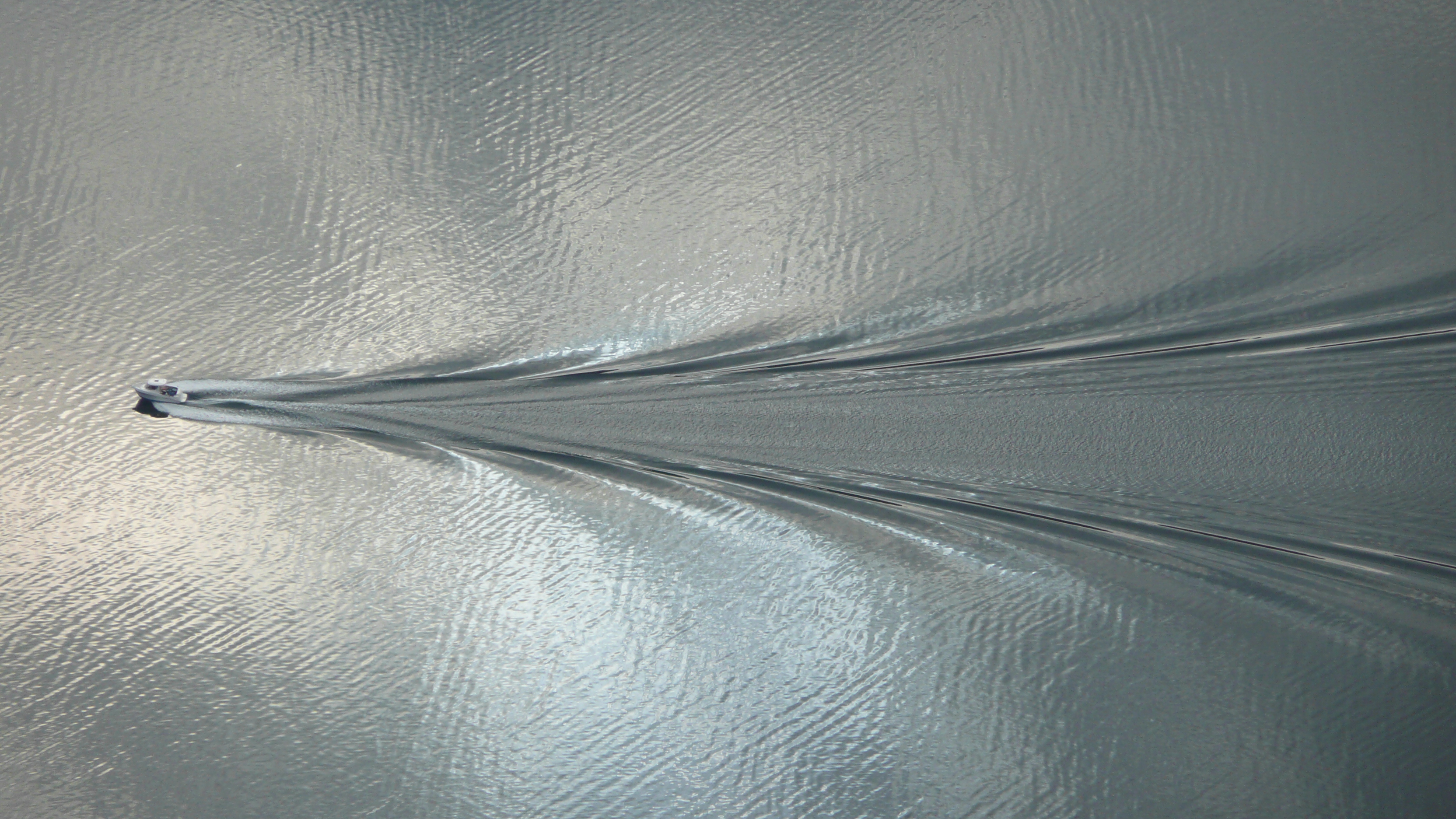
船只尾波的鸟瞰图

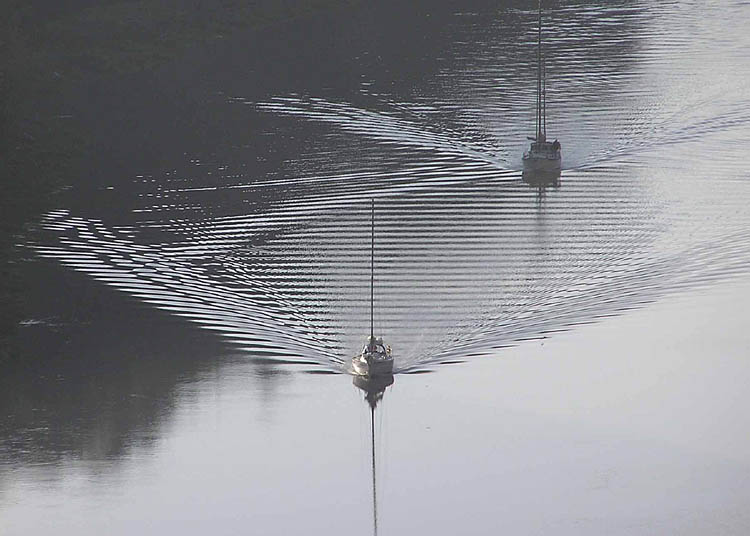
从前方观测的船只尾波

尾波（英語：wake）是固体在划过流体（特别是液体）表面时在尾部产生的V形传播的波，例如水鸟或船舶匀速游过水体时在水面激起的后方波纹。因为由英国的开尔文男爵——物理学家威廉·汤姆森（William Thomson，1824～1907）最先对船波进行数学研究，因此也称为开尔文船波（Kelvin wake或Kelvin ship wave）。

## 数学原理
船形物体的尾波形状和福祿數{\displaystyle Fr}有密切关系。
{\displaystyle Fr={\frac {V}{\sqrt {gl}}}}
其中g为重力常数，V是船速，l是船的长度。
令船的长度{\displaystyle l=k\cdot {\frac {V^{2}}{g}}}
则{\displaystyle Fr={\frac {1}{\sqrt {k}}}}.
对于长度大而速度低的轮船，Fr数小，开尔文船波主要是长波，其波前与速度矢量的夹角比较小。
而小快艇，长度小，速度高，Fr 数大，开尔文船波则以短波长的水波为主，而波前则与速度矢量成较大的夹角。
开尔文船波动研究，对于船舶的设计有重要意义，因为船舶的马力，有一部分消耗在激起船波。利用Fr数与速度成正比，与长度的平方根成反比的规律，可以利用小的模型，缩小船长{\displaystyle M^{2}}倍，同时缩小速度M倍，可以在实验室中模拟海上舟。

## 多鞍点函数积分

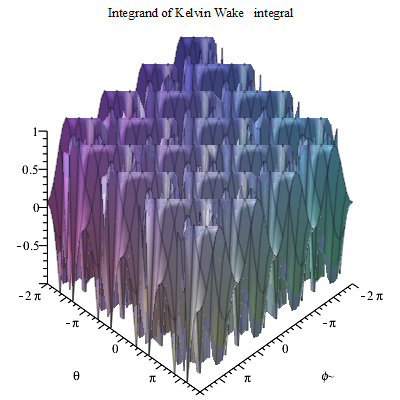
Integrand of Kelvin Wake Integral

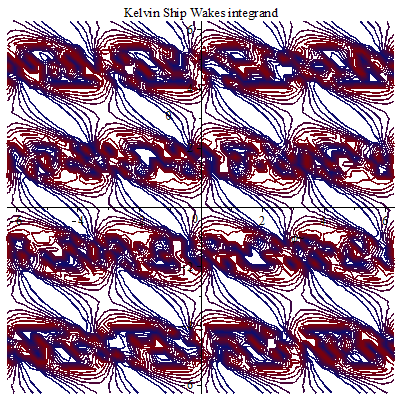
Kelvin Ship Wake Integrand contour Maple plot

当船只以速度V驶过深水湖面，波形的幅度在相对于船只为静止的极坐标（{\displaystyle \rho ,\phi }中在船只的速度矢量方向，{\displaystyle \phi =0}），由下列公式表示
{\displaystyle K(\phi ,\rho )=\int _{-\pi /2}^{\pi /2}\cos \rho {\frac {\cos(\theta +\phi )}{\cos ^{2}\theta }}d\theta }
其中{\displaystyle \rho =gr/V^{2}}
{\displaystyle {\frac {1}{\rho }}={\frac {V^{2}}{gr}}}是福祿數的平方{\displaystyle Fr^{2}}
{\displaystyle g}为重力常数{\displaystyle l}为船的长度。
上列K函数是下列多鞍点积分的正数部分：
{\displaystyle K(\phi ,\rho )=\Re (\int _{-\infty }^{\infty }\exp(i\rho f(\theta ,\rho )d\theta )}
其中，多鞍点积分的核函数为
{\displaystyle f(\theta ,\phi )=-{\frac {\cos(\theta +\phi )}{\cos ^{2}\theta }}}
此核函数是一个多鞍点函数，振荡剧烈如图
求其极点，
{\displaystyle {\frac {df(\theta ,\phi )}{d\theta }}={\frac {\sin(\theta +\phi )}{\cos(\theta )^{2}}}-{\frac {2\cos(\theta +\phi )\sin(\theta )}{\cos(\theta )^{3}}}=0}
解之，得
{\displaystyle \theta _{1}=\arctan({\frac {(1/4)(1+{\sqrt {(1-8\tan(\phi )^{2}))}}}{\tan(\phi )}})=-\arctan({\frac {(1/4)(-1+{\sqrt {(}}1-8\tan(\phi )^{2}))}{\tan(\phi )}})}
由此
{\displaystyle \phi _{1}=19.47}度,
{\displaystyle \phi _{2}=-19.47}度
这就是凯尔文船波的V型波包线的夹角，最早由凯尔文男爵发现，而且角度与船速无关.至于波纹本身则与船速矢量的夹角为
{\displaystyle \theta =\pi -19.47=35.3}°

## 开尔文驻相法

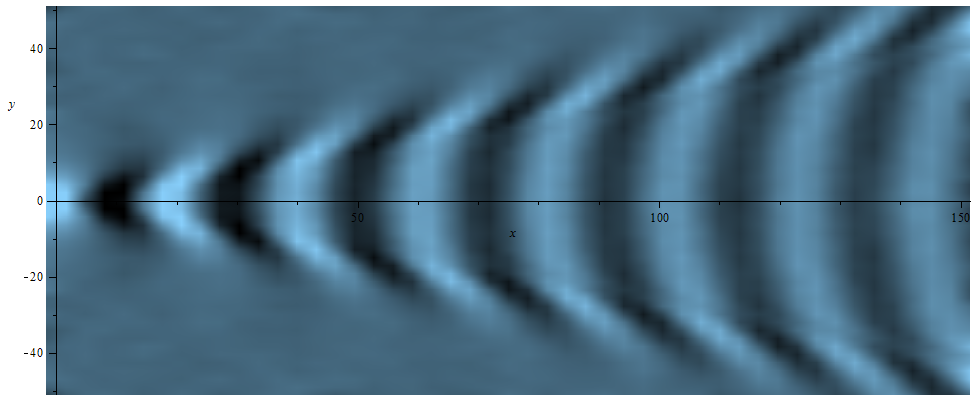
Kelvin Wake (Maple density plot)

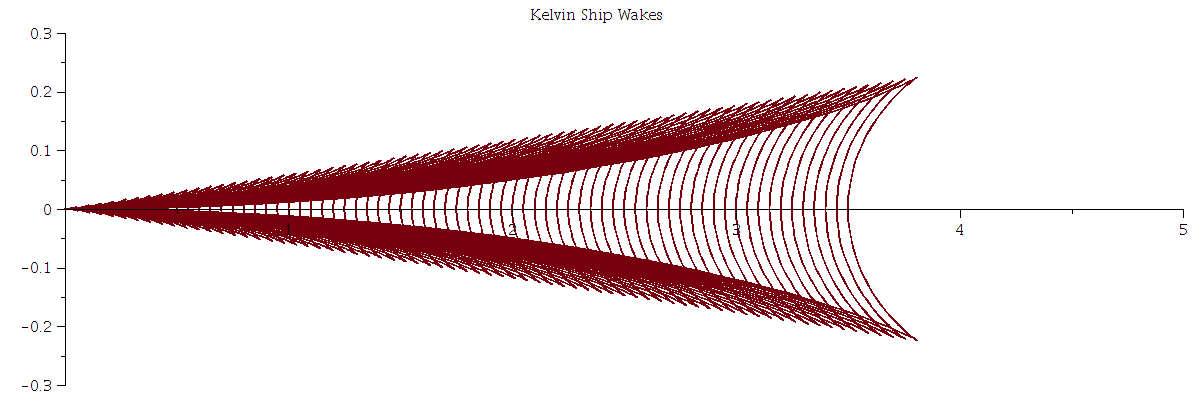
开尔文船波波形

开尔文船波积分{\displaystyle K(\phi ,\rho )}必须通过数值积分计算。开尔文男爵根据被积分函数在积分区间内剧烈震荡的特点，提出了驻相法（Method of Stationary Phase）。
原理：当被积分函数剧烈震荡时，除了在极点外，震荡的被积分函数正负相抵消，因此可以将此被积分函数在极点的值作为整个积分的近似，驻相法乃是拉普拉斯方法的推广。
被积分函数
{\displaystyle f(\theta ,\phi )=-{\frac {cos(\theta +\phi )}{cos^{2}\theta }}}
的两个极点是：
{\displaystyle \theta _{p}=arctan({\frac {(1/4)*(1+{\sqrt {(1-8*tan(\phi )^{2}))}}}{tan(\phi )}})}

{\displaystyle \theta _{m}=-arctan({\frac {(1/4)*(-1+{\sqrt {(}}1-8*tan(\phi )^{2}))}{tan(\phi )}})}
令
{\displaystyle f_{m}=f(\theta _{m},\phi )={\frac {sin((1/2)*\phi -(1/2)*arcsin(3*sin(\phi )))}{sin((1/2)*\phi +(1/2)*arcsin(3*sin(\phi )))}}}
{\displaystyle f_{p}=f(\theta _{p},\phi )={\frac {cos((1/2)*\phi +(1/2)*arcsin(3*sin(\phi )))}{cos(-(1/2)*\phi +(1/2)*arcsin(3*sin(\phi )))}}}
{\displaystyle fbar:=1/2*(f_{p}+f_{m})}
{\displaystyle D2F={\frac {d^{2}F(\theta ,\phi )}{d\theta ^{2}}}}
{\displaystyle D2F_{p}=D2F(\theta _{p},\phi )}
{\displaystyle D2F_{m}=D2F(\theta _{m},\phi )}
{\displaystyle \Delta :=(3/4*(f_{m}-f_{p}))^{(}2/3)}
{\displaystyle u={\sqrt {\frac {\Delta ^{1/2}}{2}}}*({\frac {1}{\sqrt {D2F_{p}}}}+{\frac {1}{\sqrt {-D2F_{m}}}})}
{\displaystyle v={\sqrt {\frac {2}{\Delta ^{1/2}}}}*({\frac {1}{\sqrt {D2F_{p}}}}-{\frac {1}{\sqrt {-D2F_{m}}}})}
{\displaystyle K(\phi ,\rho )\approx 2*\pi *(u*cos(\rho *fbar)*AiryAi(-\rho ^{(}2/3)*\Delta )/\rho ^{(}1/3)+v*sin(\rho *fbar)*AiryAi(1,-\rho ^{(}2/3)*\Delta )/\rho ^{(}2/3))}

开尔文船波的波峰，由下列两个参数方程式描述
{\displaystyle x:=X*sin(\beta )*(1-(1/2)*sin(\beta )^{2})}
{\displaystyle y:=X*sin(\beta )^{2}*cos(\beta )/(2*M)}

## 腳註
1. 1 2  James LightHill, p274
2. ↑  James Lighthill p275
3. ↑  Frank Oliver, p790-791
4. ↑  Shu, Jian-Jun. . International Applied Mechanics. June 2004, 40 (6): 709–714. Bibcode:2004IAM....40..709S. arXiv:1402.4474 . doi:10.1023/B:INAM.0000041400.70961.1b.
5. ↑  Shu, Jian-Jun. . Underwater Technology. 1 September 2006, 26 (4): 133–137. arXiv:1402.4387 . doi:10.3723/175605406782725023.
6. ↑  Frank Oliver, p790-795
7. ↑  James LightHill,p277